# Das Tor zum Frieden
Das Tor zum Frieden ist ein deutscher Spielfilm aus dem Jahre 1951 von Wolfgang Liebeneiner mit seiner Frau Hilde Krahl in einer Hauptrolle. An ihrer Seite spielten Paul Hartmann und Vilma Degischer als gläubiges katholisches Ehepaar weitere Hauptrollen.

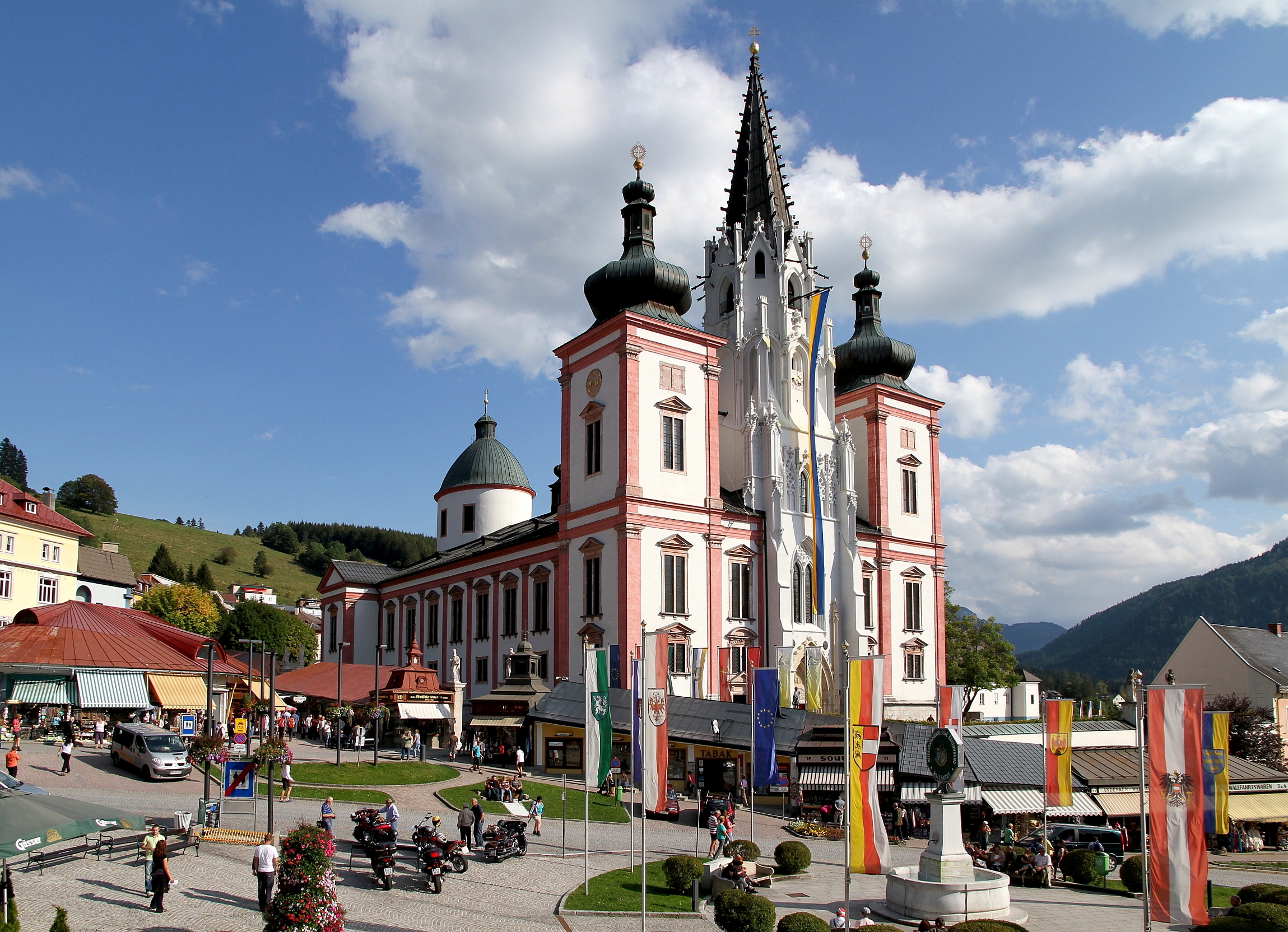
Handlungsort: die Gnadenkirche von Mariazell

## Handlung
Nach dem Zweiten Weltkrieg wurden der ungarische Gutsbesitzer Paul Dressler und seine Frau Elisabeth von den Ungarn und Russen von seinem Land vertrieben. Als die beiden auf den „ungläubigen Thomas“ treffen, ein ruppiger und spöttischer Bauernjunge, der sich vor dem Krieg darüber lustig gemacht hatte, dass Paul Dressler seiner Gattin nach der 1910 vollzogenen Trauung in der Gnadenkirche Mariazell eine Marienstatue kaufte, gewährt der mittlerweile erwachsene Thomas den Dresslers Unterkunft. Seinen Glaubenshass hat er jedoch noch immer nicht verloren, und so kommt es prompt zu einer handfesten Auseinandersetzung zwischen dem verbitterten und knorrigen Thomas einerseits und dem jüngsten Dressler-Sohn Martin andererseits, als Thomas die bei den Dresslers wiederentdeckte Marienstatue ins lodernde Feuer werfen will. Der Junge versucht dies zu verhindern und kommt bei dem nachfolgenden Handgemenge ums Leben. 
Trotz unendlichen Schmerzes und höchster Verzweiflung finden die Dresslers Trost in ihrem katholischen Glauben, zumal sie auch wieder Hoffnung schöpfen, denn ihre anderen beiden Kinder haben ihre im Krieg verschollenen Verlobten wiedergefunden. Zum Dank begeben sich Paul und Elisabeth erneut auf eine Wallfahrtsreise zur Gnadenkirche Mariazell, um ihrem Gott Dank zu sagen. Sie sind erstaunt, dass sie dort den einst ungläubigen Thomas wiedertreffen, der hier Buße für sein Handeln ableisten möchte, das zum Tode des Dressler-Jungen geführt hatte. Am Ende sind alle Beteiligten der Geschichte durch die gemachten Erfahrungen in ihrem Glauben gefestigt worden, und selbst der Tod des Dressler-Jungen scheint einen tieferen Sinn zu ergeben. Ganz nebenbei werden alle auch noch Zeuge eines neuen Wunders, der Spontanheilung der Konzertsängerin Maria Gebhart, die im jüngst zurückliegenden Krieg ihr wichtigstes Kapital, ihre Stimme, verloren hatte.

## Produktionsnotizen
Das Tor zum Frieden ist ein kirchenfinanzierter Film, den Liebeneiner 1950 in Österreich gedreht hatte. Die Uraufführung erfolgte am 19. März 1951 in Wien, am 27. April desselben Jahres war die Deutschlandpremiere in Köln.
Die Filmbauten stammen von Fritz Jüptner-Jonstorff. Es spielt das Mozarteum-Orchester.
Das stark katholisch geprägte deutsche Bundesland Bayern vergab das Filmprädikat „künstlerisch besonders hoch stehend“.

## Wissenswertes
Die produzierende Lambach-Film verweist auf den Kernfinanzier des Films, das oberösterreichische Benediktinerstift Lambach. Hier zeigte sich der Abt Petrus Trefflinger als federführend, der nach einem Besuch der filmisch weitgehend unerfahrenen Drehbuchautorin die kirchliche Produktionsfirma Lambach-Film gründete. Intention war, Mariazell mit seiner angeblich wundertätiger Muttergottes-Statue ins Zentrum des Geschehens, eingebunden durch eine Rahmenhandlung, zu stellen. „Schlußapotheose: Die Macht des Glaubens siegt über alle Verblendung und Gefahren.“ Abt Trefflinger, der bei der Produktion auch als kirchlicher Berater fungierte, bestand laut Spiegel darauf, auch die kleine aber wichtige Rolle des Mönchs Magnus zu übernehmen.

## Kritiken
Die Zeit ging mit dem Film harsch ins Gericht: „Alles, was schon mehrfach von kirchlicher Seite an sogenannten religiösen Filmen als für christliches Gefühl untragbar erklärt war, hat jetzt der neue Film "Das Tor zum Frieden … von neuem hervorgeholt: Wieder wird das Geheimnis sakramentaler Weihe mit der Kamera angestarrt, wieder wird das, was in den Seelen der Gläubigen vor sich geht, mit Großaufnahmen von Heiligenbildern und rituellen Geräten illustriert, und wieder einmal wird das subtilste Mysterium katholischen Glaubens, die Heilung einer Kranken vor einem wundertätigen Marienbild, bis in die letzte medizinische Phase optisch zu demonstrieren versucht. Das dilettantische Drehbuch … schildert durch die letzten Jahrzehnte hindurch das Schicksal einer christlichen Familie, deren frommes Glück durch einen Ungläubigen namens Thomas gestört wird. Als aber zuletzt alle durch Krieg und Nachkrieg sich verloren zu haben scheinen, finden sie sich in der Wallfahrtskirche wieder, durch ein Wunder werden alle Schmerzen gelindert und die Wunden geheilt … Wolfgang Liebeneiner als Regisseur sowie Hilde Krahl und Paul Hartmann als Darsteller standen dem einfältig-redseligen Drehbuch ziemlich hilflos gegenüber, und auch die vorzügliche Kameraführung von Günther Anders konnte der ebenso ungeschickt wie unlogisch zurechtkonstruierten Handlung nicht viel interessierende Blickpunkte abgewinnen.“
Der Filmdienst urteilte: „Ein im Legendenstil aufbereiteter Schicksalsroman einer österreichisch-ungarischen Gutsbesitzerfamilie über zwei Generationen hinweg vor dem Hintergrund des Wallfahrtsortes Mariazell. Die unübersehbaren Schwächen des umsichtig inszenierten und von namhaften Schauspielern getragenen Films resultieren aus dem rührseligen Drehbuch der ungeübten Produzentin.“